# Алёнка (фильм)
«Алёнка» — советский художественный фильм режиссёра Бориса Барнета, снятый в 1961 году на киностудии «Мосфильм» по мотивам одноимённой повести Сергея Антонова.

## Сюжет
Лирическая комедия «Алёнка» — это истории людей, которые в середине 1950-х годов приехали в степи Казахстана на освоение целинных земель.
Во время уборочной кампании девятилетняя Алёнка уезжает от родителей в районный центр за 500 километров, чтобы продолжить обучение в школе, которой ещё нет в новом целинном совхозе. Её попутчики во время долгой дороги рассказывают о своей жизни и любви.
Фильм состоит из нескольких новелл: каждую из историй, рассказанных героями в пути, режиссёр представляет кинозрителям через восприятие Алёнки, глазами ребёнка.
После окончания медицинского института на целину из Риги приезжает молодой специалист — стоматолог Эльза Калнынь (Анда Зайце). В совхозном медпункте в вагончике не оказалось отдельного кабинета и стоматологического кресла. Но Эльза не боится трудностей и с приключениями отправляется в районный центр Арык за новым оборудованием.
Сама Алёнка поведала попутчикам, как она решила получить в школе пять двоек и чуть не свела с ума старого доброго учителя Витаминыча (Эраст Гарин).
Подруге механизатора Степана Ревуна (Василий Шукшин) — столичной девушке Лиде (Майя Менглет) стало скучно на комсомольской стройке в Белогорске, куда Степан увёз её из Москвы. Пара переезжает на целину, но и тут их семейная жизнь не сразу налаживается, к тому же в совхозе нет ЗАГСа.
У простой доброй русской женщины Василисы Петровны (Ирина Зарубина) на целине случилась беда. Спасая посевной фонд, погибла её дочь Лиза (Наталья Селезнёва). В сибирской деревне живёт другая дочка Василисы, которая непременно захочет приехать на целину, на место погибшей сестры...

Недетские проблемы в детском восприятии. Сам принцип восприятия — «мир глазами ребёнка» — ставит картину в один ряд с «Серёжей», «Катком и скрипкой», «Человек идёт за солнцем» и другими работами молодого поколения. Сравнение с ними Барнет выдерживает, в чём-то даже опережая.— «Кино России». Режиссерская энциклопедия. Т.1. М. 2010..

## В ролях
| Актёр             | Роль                                       |
| ----------------- | ------------------------------------------ |
| Наташа Оводова    | Алёнка Муратова                            |
| Ирина Зарубина    | Василиса Петровна                          |
| Василий Шукшин    | Степан Ревун                               |
| Майя Менглет      | жена Степана                               |
| Николай Боголюбов | главный механик Дмитрий Прокофьевич Гулько |
| Эраст Гарин       | учитель Витаминыч                          |
| Николай Крючков   | директор совхоза Роман Семёнович           |
| Евгений Шутов     | шофёр Толя                                 |
| Анда Зайце        | врач стоматолог Эльза                      |
| Валентина Ушакова | мать Алёнки                                |
| Анатолий Грачёв   | Егор                                       |
| Наталья Селезнёва | Елизавета                                  |
| Нина Никитина     | врач Аграфена Сергеевна                    |
| Иван Жеваго       | директор школы                             |
| Н. Серебряникова  | уборщица                                   |
| С. Елюбаев        | эпизод                                     |

## Статьи и публикации
- Евгений Марголит. Художник чувственно-эмоционального восприятия (Режиссерская биография Барнета) // Мастерская «Сеанс» : Проект «Чапаев». — 2010.
- Bilge Ebiri. Alyonka (англ.) // Senses of Cinema : journal. — 2012. — September. — ISSN 1443-4059.